# Astral Spirits
Astral Spirits ist ein unabhängiges amerikanisches Musiklabel  mit Sitz in Austin (Texas).

## Geschichte
Das Musiklabel Astral Spirits wurde im September 2014 von Monofonus Press als Sublabel für Avantgarde Jazz, Improvisation und experimentelle Musik ins Leben gerufen. Als Monofonus 2019 seine Aktivitäten einstellte, setzte Astral Spirits seine eigene Arbeit fort.
Astral Spirits kuratiert seitdem eine gezielte Auswahl von Free Jazz und experimenteller Musik. Seitdem veröffentlichte das Label Aufnahmen im Audiokassetten-, CD- und LP-Format in limitierten Auflagen. Zu den ersten Veröffentlichungen des Labels gehörte 2014 John Dikemans Album The Double Trio. Ab 2019 wurde das nur in digitaler Form (Download) erscheinende Sublabel Astral Editions hinzugefügt.
Auf Astral Spirits erschienen Aufnahmen von Künstlern und Gruppen wie Susan Alcorn, Rodrigo Amado/Chris Corsano (No Place to Fall), Lotte Anker/Fred Lonberg-Holm, Josh Berman, Jeb Bishop, John Blum (Deep Space), Peter Brötzmann, Lisa Cameron/Sandy Ewen, Chicago Underground Quartet (Good Days), Harris Eisenstadt (Old Growth Forest II), Karl Evangelista, Nick Fraser, Burton Greene, Gerrit Hatcher,  William Hooker, Keefe Jackson (So Glossy and So Thin), Quin Kirchner (The Shadows and the Light), Dustin Laurenzi,  Rob Mazurek, Nick Mazzarella (Counterbalance), Jessica Pavone, Joe McPhee, Thurston Moore, Dave Rempis, Charles Rumback (June Holiday), Jim Sauter, Shit and Shine, Brandon Seabrook, Jason Stein (Electroradiance), Luke Stewart (Luke Stewart Exposure Quintet), Pat Thomas, Anna Webber, Nicole Mitchells Artifacts (…And Then There’s This), Tulpas (Atisbo) und Mars Williams (An Ayler Xmas).